# エリガボ地区
エリガボ地区 (Erigavo District, ソマリ語: Degmada Ceerigaabo) はソマリランドのサナーグ地域にある行政地区。中心都市はエリガボ。

## 人口動態
エリガボ地区の総人口は22万人。主にソマリ人が住む。イサックの支族であるハバル・ヨーニスが北部、西部に多く、ダロッド氏族のデュルバハンテ、ワルサンガリが南部、南東部に多い
。イサックが多い町がおおむねソマリランド寄り、ダロッドが多い町が自治活動をしているかまたはプントランド寄り。

## 主な町
- エリガボ - 中心都市。
- ダマラ・ハガレ - プントランド軍の基地がある。
- バハン - プントランドのサナーグ地域の行政拠点。
- メイト - イサック発祥の地。
- ユッベ - ソマリランド軍の基地がある。
- ハダフティモ - プントランドの対ソマリランド前線拠点。
- ダラーウェイン - 最近まで地元氏族間の対立があった。
- フィキフリエ
- ヒンガロール
- Guud Caanood
- ヒース
- Qaʽableh
- ユフレー
- Midhisho
- Dayaha
- ジダリ